# Jeřáb muk

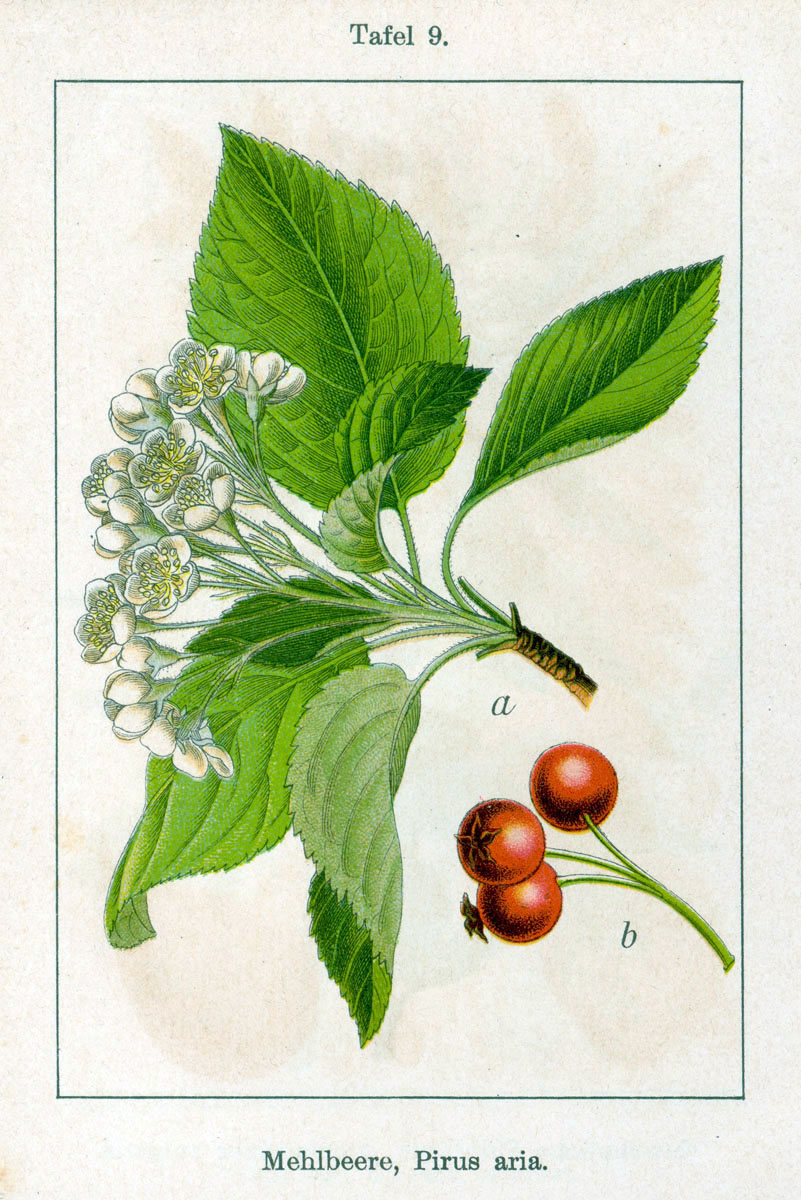
Popisná kresba

Jeřáb muk (Sorbus aria), je větší keř nebo strom dosahující výšky až 14 metrů. V české květeně je původním druhem, je zde řazen mezi silně ohrožené a ustupující druhy.

## Rozšíření
Roste v jižní a střední Evropě; na severu se vyskytuje nejdále v jižní Skandinávii. V Česku se mu daří především na vápencích a zásaditých vyvřelinách od pahorkatin do podhůří. Je to teplomilná a světlomilná dřevina odolná vůči suchu. Vyrůstá v křovinách na skalních výchozech nebo tvoří příměs suťových lesů, teplomilných i acidofilních doubrav, případně bazifilních perialpidských borů.

## Popis
Jeřáb muk je strom nebo keř dosahující výšky od 2 až do 15 metrů. Kmen je hnědý, jemně rozpraskaný. Větvičky jsou hladké a hnědé. Pupeny jsou zelené, kuželovitého tvaru, na vrcholu plstnaté.
Listy jsou jednoduché, střídavé, podlouhle eliptické a dvakrát pilovité, na lícní straně lesklé a zelené, na rubu šedobílé a plstnaté.
Květy jsou bílé, mají v průměru asi 15 mm a jsou uspořádané do lat podobných květenstvím jeřábu ptačího. Muk kvete v červnu. Kališní lístky přetrvávají i po odkvětu v době plodu.
Plod je větší, tmavočervená kulovitá malvice dlouhá asi 1,5 cm, dozrává v září. Malvice mají plstnaté stopky a bělavá plst bývá i okolo zbytků kališních lístků.

## Příbuzné a odvozené druhy
Křížencem muku a jeřábu ptačího je pravděpodobně jeřáb prostřední.
V Národním parku Podyjí se vyskytuje endemitní poddruh jeřáb muk hardeggský. Do okruhu (agregátu) blízce příbuzných druhů jeřábu muku pak patří několik dalších druhů, mj. jeřáb moravský, dunajský, podyjský nebo čertův.

## Památné stromy
- Jeřáb muk u Kosího potoka (Stan, okr. Tachov)
- Muk „Na kocourku“ (Kyšice, okr. Kladno)